# Inscriptions de l'Orkhon
Pour les articles homonymes, voir Orkhon (homonymie).
Les inscriptions de l'Orkhon (également appelées inscriptions de l'Orhon, inscriptions de l'Orhun, monuments de Khöshöö Tsaidam (également orthographiées Khoshoo Tsaidam, Koshu-Tsaidam ou Höshöö Caidam), ou stèles de Kul Tigin (chinois simplifié : 阙特勤碑 ; chinois traditionnel : 闕特勤碑 ; pinyin : Què tèqín bēi), sont des stéles commémoratives érigés par les Göktürks dans la vallée de l'Orkhon, et dans le cours supérieur de l'Ienisseï, dans l'actuelle Mongolie. Elles portent des inscriptions rédigés en  alphabet de l'Orkhon et ont été érigées en l'honneur de deux princes turcs, Kul Tigin et son frère Bilge Khagan. En tout, cela représente plusieurs centaines d'inscriptions en turc gravées entre le VIIe et le Xe siècle.
Ces inscriptions, rédigées en chinois et en vieux turc, relatent les origines légendaires des Turcs, l'âge d'or de leur histoire, leur assujettissement par la dynastie Tang et leur libération par Ilterish Qaghan. Selon une source, les inscriptions contiennent des "passages rythmés et parallélisés" qui ressemblent à ceux des épopées.

## Découverte et traduction

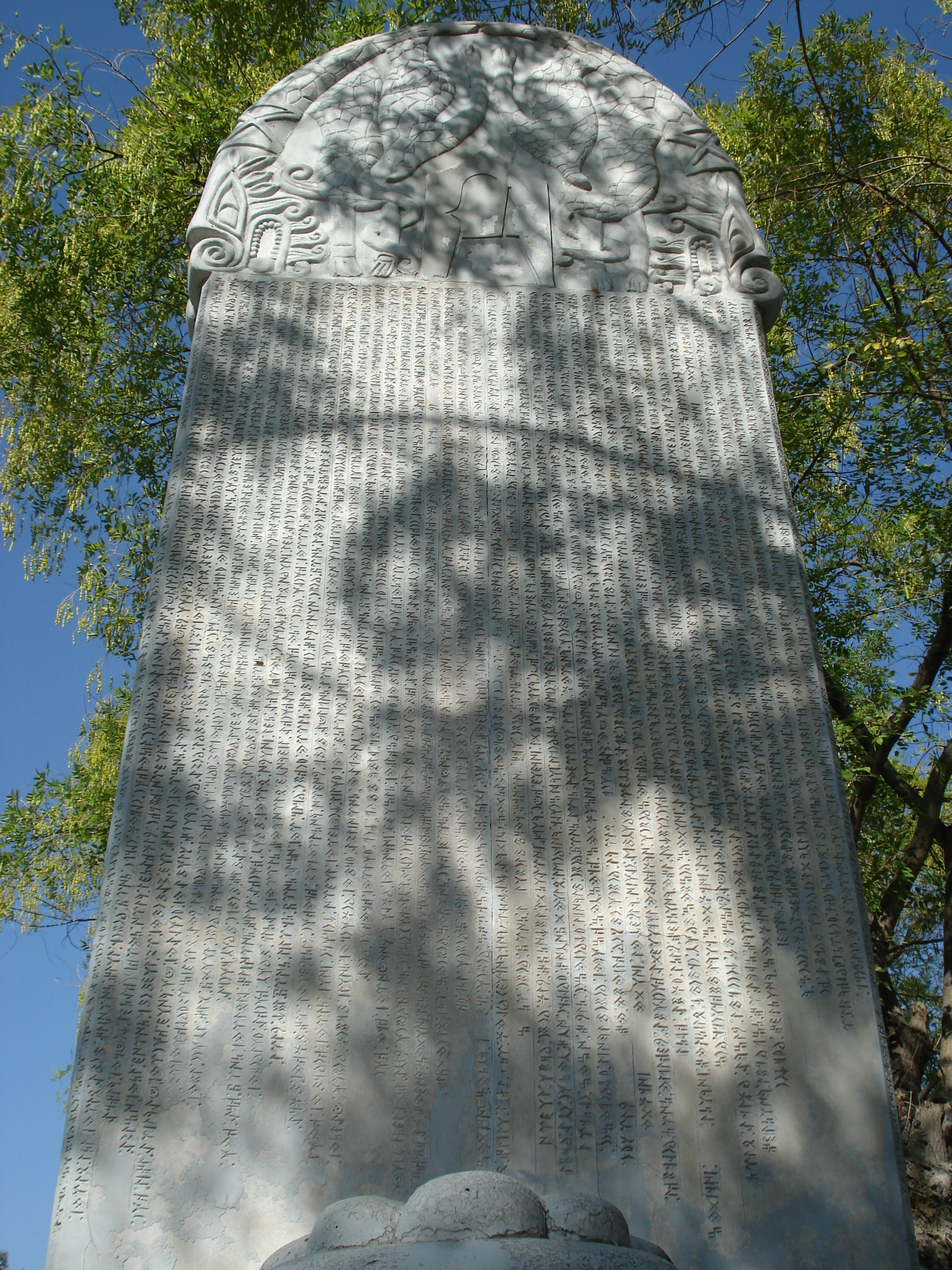
Réplique d'une des stèles de la vallée, située à Ankara, Turquie

Les inscriptions ont été découvertes en 1889 par une expédition russe dirigée par Nicolas Iadrintsev et publiées par Vassili Radlov.
Le texte original, écrit en alphabet vieux-turc, est déchiffré par le philologue danois Vilhelm Thomsen en 1893. Il publie d'abord la traduction en français en 1899, puis une autre interprétation en danois en 1922 avec une traduction plus complète,.

### Région
La vallée de l'Orkhon est une région située à l'ouest de la rivière Orkhon, dans l'actuelle Mongolie, près du lac Ögii.
Elle se situe plus précisément à une cinquantaine de kilomètres au nord du monastère d'Erdene Zuu et à environ vingt-cinq kilomètres au nord-ouest d'Ordu-Baliq.

### Importance
Avant que les Inscriptions d'Orkhon ne soient déchiffrées par Vilhelm Thomsen, on savait très peu de choses sur l'alphabet vieux-turc. Ces inscriptions sont les plus anciennes traces écrites connues en langue turque. Lorsque les inscriptions de l'Orkhon ont été découvertes, il a été rapidement évident qu'il s'agissait d'un type d'écriture runique qui avait déjà été découvert sur d'autres sites. Mais la spécificité des stéles de l'Orkhon, c'est que l'on se retrouve face à une forme d'écriture claire, lisible, semblable à un alphabet. Lorsque Vilhelm Thomsen réussi à traduire les incsriptions, il fait un grand pas en avant dans la compréhension de l'alphabet vieux-turc. Par la suite, les inscriptions servent de base à la traduction d'autres écrits turcs.
Les inscriptions ont une forme alphabétique, mais semblent également fortement influencées par des formes d'écritures runiques. Les inscriptions sont un excellent exemple des premiers signes de la transition opérée par les sociétés nomades passant de l'utilisation de runes a un alphabet uniforme, et on pense que l'alphabet de l'Orkhon dérive ou s''inspire d'une version non cursive de l'alphabet sogdien,.

## Restauration
Les deux inscriptions font partie du paysage culturel de la vallée de l'Orkhon, un site de Mongolie inscrit au patrimoine mondial de l'UNESCO. La TIKA (Agence turque de coopération internationale et de développement) s'intéresse au site à la fin du XXe siècle et a finalise un projet de restauration et de protection des trois inscriptions. Depuis 2000, plus de 70 archéologues du monde entier, en particulier des Ouïgours, du Turkménistan, de l'Azerbaïdjan, de l'Ouzbékistan, du Tataristan et de la Turquie, étudie la région et effectuent des fouilles. Le site est désormais protégé par des clôtures et comprend des bâtiments destinés aux travaux de recherche et au stockage des objets. Le coût total du projet s'élève à environ 20 millions de dollars et comprendra à terme la construction d'un musée destiné a abriter les inscriptions et d'autres objets récemment découverts.

## Contexte historique
| \| Localisation de la vallée de l'Orkhon en Asie \| Localisation de la vallée de l'Orkhon en Asie |
| Localisation de la vallée de l'Orkhon en Asie                                                     |

Les stèles sur lesquelles sont gravées les inscriptions ont été érigés par les Göktürks au début du 8e siècle. Elles commémorent les réalisations de deux frères, Bilge Khagan (683-734) et Kul-Tegin (684-731), le premier étant un Khagan du second khaganat turc et l'autre un puissant commandant militaire. Tous deux sont des descendants d'Ilterish Qaghan, un autre Khagan du second khaganat turc, un puissant empire nomade turc contemporain de la dynastie Tang.
Les Göktürks ont laissé des objets et des constructions sur l'ensemble de leur territoire, qui s'étendait de la Mandchourie à la mer Noire; mais ce n'est que dans la zone géographique correspondant à l'actuelle Mongolie que l'on a trouvé des monuments commémoratifs dédiés a des Khagans et autres aristocrates. Ceux de Khöshöö Tsaidam consistent en des tablettes portant des inscriptions en caractères chinois et en vieux turc. Les deux monuments sont des dalles de pierre, érigées à l'origine sur des tortues de pierre sculptées à l'intérieur d'enceintes fortifiées. La pierre de Bilge Khagan représente un bouquetin sculpté, qui est l'emblème des Khagans Göktürk, et un dragon torsadé. Dans les deux enceintes, on a trouvé des traces d'autels et des représentations sculptées de couples humains, représentant peut-être la personne honorée par les inscriptions et son épouse.
Les inscriptions en vieux turc figurant sur ces monuments ont été rédigées par Yollug Tigin, un neveu de Bilge Khagan. Ces inscriptions, ainsi que celle de Tonyukuk, sont les plus anciennes traces de cette langue,,. Les inscriptions montrent clairement l'importance sacrée de la région, comme en témoigne la déclaration suivante :
"Si vous restez dans le pays de l'Ötüken et que vous envoyez des caravanes à partir de là, vous n'aurez pas d'ennuis. Si vous restez dans les montagnes de l'Ötüken, vous vivrez éternellement en dominant les clans!".

## Contenu des inscriptions

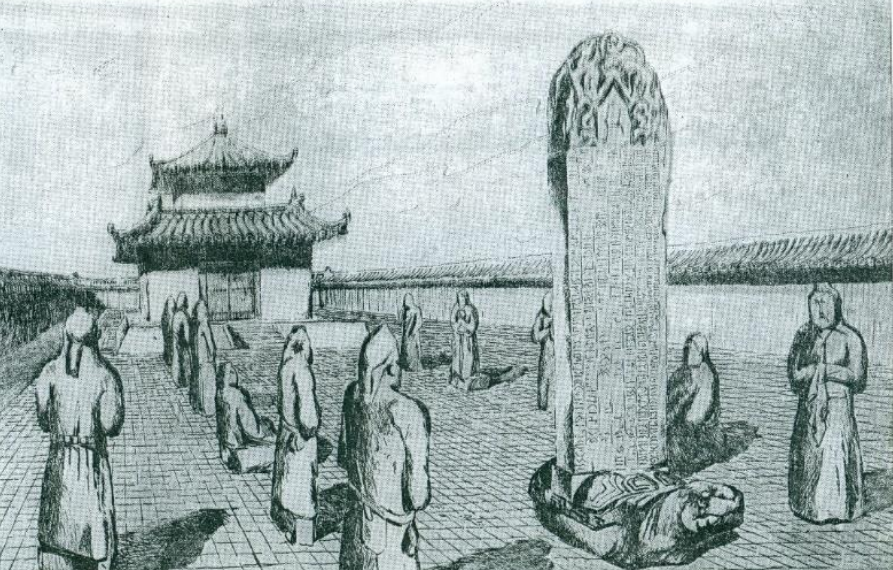
Reconstitution du mémorial de Kül Tigin

Une traduction anglaise complète des inscriptions figure dans " The Orkhon Inscriptions: Being a Translation of Professor Vilhelm Thomsen's Final Danish Rendering" (Les inscriptions de l'Orkhon : une traduction de la version danoise définitive du professeur Vilhelm Thomsen)
Les deux monuments comportent des inscriptions sur chacune leurs quatre faces. Cependant, une partie des écrits n'a pas été préservée, ou est manquante, et il ne reste donc que des portions du message original. Ce qui suit est un résumé de la partie la plus complète des inscriptions. Une traduction des premier et deuxième monuments semble indiquer que le texte se poursuit d'un côté à l'autre.
La première partie du texte semble être Bilge Khagan discutant de la commémoration de la stéle, ainsi que de l'étendue de l'empire. Un passage se lit comme suit :

« À l'est, j'ai mené des campagnes jusqu'à la plaine de Shantung et j'ai presque atteint la mer ; au sud, j'ai mené des campagnes jusqu'à Tokuz-Ersin et j'ai presque atteint le Tibet ; à l'ouest, j'ai mené des campagnes au-delà de Yenchii-Iigiiz (la rivière des Perles) jusqu'à Timir-Kapig (les Portes de fer) ; au nord, j'ai mené des campagnes jusqu'à la terre des Yer-Bayirku. J'ai conduit (les Turcs) dans tous ces pays. La forêt du mont Otiikin n'a pas de suzerain [étranger] ; la forêt du mont Otiikin est le lieu où le royaume est uni. »

Les inscriptions soulignent également la capacité de Bilge Khagan à unir son peuple. L'un des passages se lit comme suit :

« Par la volonté du Ciel, et parce que je le méritais grandement et que cela s'est produit, j'ai ramené les mourants à la vie ; j'ai trouvé des vêtements pour ceux qui étaient nus, j'ai enrichi les pauvres, j'ai fait croitre ceux qui étaient peux nombreux. J'ai fait en sorte que l'autre, qui a un royaume et un kagan, se tienne plus haut. J'ai amené tous les peuples des quatre coins du monde à maintenir la paix et à mettre fin aux hostilités ; ils m'ont tous obéi et me servent. »

Le reste des inscriptions est fragmenté et sporadique, mais semble détailler les conquêtes contre les Kirghizes et les Tangoutes, ainsi que la mort de Kul-Tegin au combat, et, finalement, la succession de Bilge Khagan par son fils. La mère de Bilge Khagan, El Bilga Khatun, est également mentionnée dans ces inscriptions.
Voici un extrait du dernier paragraphe des inscriptions (en vieux turc et en anglais) :

"Vous, seigneurs et peuples turcs et oghouz, écoutez ceci ! Si le ciel en haut ne s’effondre pas et si la terre en bas ne cède pas, ô peuple turc, qui serait capable de détruire votre État et vos institutions ?"

### Relations avec les Chinois
Les inscriptions reflètent des avis partagés sur l'influence des chinois de la dynastie Tang.
Dans plusieurs parties du texte, elles transmettent l'idée que les Turcs méprisent les Chinois. Il semble que Bilge Khagan ait voulu distinguer son peuple des Chinois, afin que les Turcs restent une société indépendante et forte. Dans l'inscription, Bilge Khagan réprimande les Turcs qui ont été influencés par la culture chinoise et qui ont adopté un mode de vie chinois :

« En raison du manque d'harmonie entre les seigneurs et le peuple, et à cause de la ruse, de l'astuce et des intrigues du peuple chinois, et parce que les frères cadets et aînés ont choisi de se retourner les uns contre les autres et de semer la discorde entre les seigneurs et le peuple, ils ont amené l'ancien royaume du peuple turc jusqu'à la dissolution et a provoqué la destruction de ses kagans légitimes. Les fils des nobles devinrent les esclaves du peuple chinois, leurs filles dignes de devenir des dames devinrent ses esclaves. Les seigneurs turcs renoncèrent à leurs titres turcs. Ces seigneurs qui étaient en Chine ont pris des titres chinois et ont obéi à l'empereur chinois et l'ont servi pendant 50 ans. Pour le bénéfice des Chinois, ils conduisent des campagnes jusqu'aux [terres de] Bukli Qaghan à l'est, où le soleil se lève, et jusqu'à la porte de fer dans l'Ouest. Ils ont conquis des pays au profit de l'empereur chinois. Tout le peuple turc parlait ainsi : « J'ai été une nation qui avait son propre royaume ; où est maintenant mon royaume ? Pour qui vais-je gagner les royaumes ? disait-il. J'ai été un peuple qui avait son propre kagan ; où est mon kagan ? Quel kagan est-ce que je sers,,,,,,,,,,, ? »

La prétendue mise en esclavage des Turcs, correspondant a la période qui suit la chute du premier khaganat Turc, durant laquelle les Turcs sont des vassaux des Tang, n'a pas non plus aidé la réputation des Chinois. Bilge Khagan semble rendre les Chinois responsables de la désunion de son État turc. Cette vision turque des Chinois semble être négative,.
Les inscriptions de l'Orkhon indiquent que les prisonniers de guerre ont souvent le statut d'esclave. Les inscriptions datant du premier Khaganat qui ont été retrouvées, indiquent également que les termes désignant l'esclavage ou d'autres formes de statut subalterne, tels que qul (esclave mâle) et küng (esclave femme ou servante), sont fréquemment appliqués à une population originaire d'entités politiques vaincues par les Turcs.
Cependant, la traduction révèle également un certain degré de diplomatie avec les voisins Chinois voisins, comme en témoigne cette déclaration, :

« Pendant que je régnais ici, je me suis réconcilié avec le peuple chinois. Le peuple chinois, qui donne en abondance de l'or, de l'argent, du millet et de la soie, a toujours utilisé des mots flatteurs et dispose de richesses inestimables. En les prenant au piège de leurs paroles flatteuses et de leurs richesses dévastatrices, ils ont rapproché d'eux les peuples lointains. Mais après s'être installés près d'eux, nous nous sommes rendu compte de leurs ruses. »

Bilge Khagan fait également référence à l'embauche d'artistes chinois lorsqu'il affirme :

« J'ai fait venir des artistes de l'empereur de Chine et je les ai mis au travail. Ma demande n'a pas été refusée. Ils ont envoyé les peintres de la cour de l'empereur de Chine. Je leur ai demandé d'aménager une salle séparée et, à l'intérieur comme à l'extérieur, je leur ai demandé de réaliser diverses peintures. J'ai fait tailler des pierres ; ce que j'avais à cœur d'exprimer, je l'ai fait. Comprenez que tout cela est visible jusqu'aux soleils et aux sujets des Dix Flèches. J'ai fait tailler la pierre commémorative. »

Ce passage apporte donc la preuve que Bilge Khagan a eu des interactions culturelles avec la dynastie Tang et a même pris contact directement avec la Cour impériale. Pour compliquer encore la vision déjà confuse que les Turcs ont des Chinois, les inscriptions contiennent à la fois des traductions turques et chinoises,.

## Voir également
- Göktürks
- Second Khaganat Turc
- Inscriptions de Tonyukuk
- Orhun Değişim Programı